# Муравьёв, Пётр Петрович
Пётр Петрович Муравьёв (1860—1940) — морской офицер, начальник Главного управления кораблестроения, помощник морского министра Российской империи, адмирал.

## Биография
Пётр Петрович Муравьёв родился 30 января 1860 года в Перми. Представитель дворянского рода Муравьёвых.

### Военная служба
В 1881 году окончил Морской кадетский корпус, в 1882 году произведён в мичманы. Проходил службу на кораблях Балтийского моря: броненосце «Пётр Великий», корвете «Варяг» и крейсере «Африка». В 1886 году окончил гидрографическое отделение Николаевской морской академии.
С 1892 по 1898 год служил на номерных миноносцах на Балтике. В 1894 году учился в Офицерском минном классе. С 1896 по 1898 год был командиром канонерской лодки береговой обороны «Мина».
В 1898 году прошёл курс военно-морских наук при Николаевской морской академии. С 1898 по 1899 годы проходил службу на броненосце «Сисой Великий» и на крейсере «Рюрик». В 1899—1900 годах — флагманский минный офицер штаба начальника эскадры Тихого океана. С 1901 года — старший офицер броненосца «Наварин».
В 1902 году был назначен командиром миноносца "Прозорливый, в 1904 году стал командиром учебного судна «Африка», а в 1907—1909 годах был командиром учебного судна «Европа».
В 1907 году был произведён в капитаны 1-го ранга. С 1907 года — помощник начальника, а с 1909 года — начальник Учебно-минного отряда Балтийского флота. В 1910 году был произведён в контр-адмиралы. В ноябре 1911 года в разгар проведения конкурса на лучший проект линейного крейсера (будущий класс «Измаил») выдвинут морским министром И. К. Григоровичем на должность начальника Главного управления кораблестроения и 15 ноября 1911 года был назначен на должность. Руководил строительством новых военных кораблей. 1 января 1912 награжден орденом Св. Станислава I степени. 14 апреля 1913 года был произведён в вице-адмиралы.
С 10 мая 1915 года стал членом Особого комитета по организации прибрежной обороны. 25 мая 1915 года был переведён на должность помощника (второго заместителя) морского министра Российской империи адмирала И. К. Григоровича, был его ближайшим сотрудником. 28 июня 1915 года был назначен председателем Совещания по судостроению, также исполнял обязанности председателя совета по управлению заводами морского ведомства. 6 декабря 1916 года произведён в адмиралы. В марте 1917 года уволен в отставку.

### В эмиграции
Во время Гражданской войны находился в Вооруженных силах Юга России и Русской армии. Эвакуировался в Константинополь. Эмигрировал во Францию.
В Париже с 1930 года возглавлял Военно-морской исторический кружок имени адмирала А. В. Колчака, выступал с докладами на его собраниях. Был членом Морского собрания в Париже. Состоял членом Союза ревнителей памяти императора Николая II. Публиковался в «Морском журнале».
Пётр Петрович Муравьёв умер 12 июля 1940 года в Париже. Похоронен на кладбище Сент-Женевьев-де-Буа.

## Семья
Пётр Петрович Муравьёв имел троих сыновей.
- Сын — Лев (рожд. 1885—1951) — морской офицер, капитан 1 ранга. Эмигрировал в Китай, затем в США[6].
- Сын — Борис[англ.] (24 февраля 1890, Кронштадт — 28 сентября 1966. Женева, Швейцария) — морской офицер, капитан 2 ранга, историк.[6][7][8].
- Сын — Владимир (?—1969) — морской офицер, мичман, эмигрировал во Францию[6].